# Orlando Open 2022 - Doppio
Christian Harrison e Peter Polansky erano i detentori del titolo ma solo Harrison ha deciso di difendere il titolo in coppia con Andrew Harris.
In finale Chung Yun-seong e Michail Pervolarakis hanno sconfitto Malek Jaziri e Kaichi Uchida con il punteggio di 6(5)–7, 7–6(3), [16-14].

## Teste di serie
1. Robert Galloway /  Jackson Withrow (quarti di finale)
2. JC Aragone /  Max Schnur (primo turno)

1. Ruben Gonzales  /  Reese Stalder (quarti di finale)
2. Nicolás Mejía  /  Roberto Quiroz (primo turno, ritirati)

## Wildcard
1. Ben Shelton /  Keegan Smith (semifinale)

1. Brandon Holt /  Zachary Svajda (quarti di finale)

## Tabellone

### Legenda
| - Q = Qualificato - WC = Wild card - LL = Lucky loser | - ALT = Alternate - SE = Special Exempt - PR = Protected Ranking | - w/o = Walkover - r = Ritirato - d = Squalificato |

|  | Primo turno | Primo turno              | Primo turno              | Primo turno         | Primo turno |  |  | Quarti di finale | Quarti di finale         | Quarti di finale     | Quarti di finale         | Quarti di finale |   |      | Semifinali | Semifinali                 | Semifinali | Semifinali                           | Semifinali |   |      | Finale | Finale | Finale | Finale | Finale |  |
|  |             |                          |                          |                     |             |  |  |                  |                          |                      |                          |                  |   |      |            |                            |            |                                      |            |   |      |        |        |        |        |        |  |
|  | 1           | R Galloway J Withrow     | R Galloway J Withrow     | 6                   | 6           |  |  |                  |                          |                      |                          |                  |   |      |            |                            |            |                                      |            |   |      |        |        |        |        |        |  |
|  |             | B Arias R Roelofse       | B Arias R Roelofse       | 2                   | 3           |  |  | 1                | R Galloway J Withrow     | 67                   | 6                        | [7]              |   |      |            |                            |            |                                      |            |   |      |        |        |        |        |        |  |
|  |             | E Kirkin D Yevseyev      | E Kirkin D Yevseyev      | 3                   | 4           |  |  | WC               | B Shelton K Smith        | 7                    | 3                        | [10]             |   |      |            |                            |            |                                      |            |   |      |        |        |        |        |        |  |
|  | WC          | B Shelton K Smith        | B Shelton K Smith        | 6                   | 6           |  |  |                  |                          |                      |                          |                  |   |      | WC         | B Shelton K Smith          | 6          | 3                                    | [4]        |   |      |        |        |        |        |        |  |
|  | 3           | R Gonzales R Stalder     | R Gonzales R Stalder     | 6                   | 6           |  |  |                  |                          | Alt                  | M Jaziri K Uchida        | 3                | 6 | [10] |            |                            |            |                                      |            |   |      |        |        |        |        |        |  |
|  |             | J Vance T Whiting        | J Vance T Whiting        | 2                   | 1           |  |  | 3                | R Gonzales R Stalder     | R Gonzales R Stalder | 64                       | 5                |   |      |            |                            |            |                                      |            |   |      |        |        |        |        |        |  |
|  | Alt         | M Jaziri K Uchida        | M Jaziri K Uchida        | 6                   | 6           |  |  | Alt              | M Jaziri K Uchida        | M Jaziri K Uchida    | 7                        | 7                |   |      |            |                            |            |                                      |            |   |      |        |        |        |        |        |  |
|  |             | N Álvarez G Villanueva   | N Álvarez G Villanueva   | 1                   | 3           |  |  |                  |                          |                      |                          |                  |   |      | Alt        | Malek Jaziri Kaichi Uchida | 7          | 63                                   | [14]       |   |      |        |        |        |        |        |  |
|  | PR          | Y Wu Z Zhang             | Y Wu Z Zhang             | 6                   | 6           |  |  |                  |                          |                      |                          |                  |   |      |            |                            |            | Chung Yun-seong Michail Pervolarakis | 65         | 7 | [16] |        |        |        |        |        |  |
|  |             | B Fratangelo E Gómez     | B Fratangelo E Gómez     | 3                   | 4           |  |  | PR               | Y Wu Z Zhang             | Y Wu Z Zhang         | 6                        | 3                |   |      |            |                            |            |                                      |            |   |      |        |        |        |        |        |  |
|  | PR          | A Harris C Harrison      | A Harris C Harrison      | A Harris C Harrison | w/o         |  |  | PR               | A Harris C Harrison      | A Harris C Harrison  | 7                        | 6                |   |      |            |                            |            |                                      |            |   |      |        |        |        |        |        |  |
|  | 4           | N Mejía R Quiroz         | N Mejía R Quiroz         | N Mejía R Quiroz    |             |  |  |                  |                          |                      |                          |                  |   |      | PR         | A Harris C Harrison        | 6          | 4                                    | [7]        |   |      |        |        |        |        |        |  |
|  |             | S Fanselow D Sweeny      | S Fanselow D Sweeny      | 2                   | 4           |  |  |                  |                          |                      | Y-s Chung M Pervolarakis | 3                | 6 | [10] |            |                            |            |                                      |            |   |      |        |        |        |        |        |  |
|  | WC          | B Holt Z Svajda          | B Holt Z Svajda          | 6                   | 6           |  |  | WC               | B Holt Z Svajda          | 6                    | 5                        | [7]              |   |      |            |                            |            |                                      |            |   |      |        |        |        |        |        |  |
|  |             | Y-s Chung M Pervolarakis | Y-s Chung M Pervolarakis | 6                   | 6           |  |  |                  | Y-s Chung M Pervolarakis | 2                    | 7                        | [10]             |   |      |            |                            |            |                                      |            |   |      |        |        |        |        |        |  |
|  | 2           | JC Aragone M Schnur      | JC Aragone M Schnur      | 4                   | 4           |  |  |                  |                          |                      |                          |                  |   |      |            |                            |            |                                      |            |   |      |        |        |        |        |        |  |